# Гонтово-Ярский сельский совет
Го́нтово-Я́рский сельский совет — входит в состав Валковского района Харьковской области Украины.
Административный центр сельского совета находится в селе Го́нтов Яр.

## История
- 1921 — дата образования.

## Населённые пункты совета
- село Го́нтов Яр
- село Водопо́й
- село Корсуно́вка
- село Кру́глик
- село Кузьмо́вка
- село Ста́рые Ва́лки

### Ликвидированные населённые пункты
- село Ильюхо́вка
- село Обрезановка